# Антонов, Семён Михеевич
Семён Михе́евич Анто́нов (2 августа 1919 — 23 июля 1993) — участник Великой Отечественной войны, лётчик-испытатель Государственного Краснознамённого научно-испытательного института Военно-воздушных сил (ГК НИИ ВВС), Герой Советского Союза (9.09.1957), полковник (1961).

## Биография
Родился 2 августа 1919 года в селе Сатинка (ныне Сампурского района Тамбовской области). Русский. Детство и юность провёл в городе Душанбе (Таджикистан). Работал машинистом на шёлкомотальной фабрике, заместителем начальника кинопроката. Окончил Сталинабадский аэроклуб (г. Душанбе), был в нём лётчиком-инструктором.
В армии с ноября 1939. В 1939—1940 учился в Краснодарском ВАУ. В 1941 окончил Таганрогскую ВАШЛ. Служил в строевых частях ВВС.
Участник Великой Отечественной войны: в июне-июле 1941 — пилот 50-го скоростного бомбардировочного авиационного полка (Северо-Западный фронт); в июле-сентябре 1941 — пилот 8-го скоростного бомбардировочного авиационного полка (Калининский и Юго-Западный фронты). Был сбит и тяжело ранен, находился на излечении в госпитале. В марте 1942-августе 1943 — пилот 125-го авиационного полка (Авиация дальнего действия). Всего совершил 93 боевых вылета на бомбардировщиках СБ, Пе-2 и Б-25.
С августа 1943 по июль 1965 — на лётно-испытательной работе в ГК НИИ ВВС. Провёл ряд сложных испытательных работ на дальнем бомбардировщике Ту-4, реактивном стратегическом бомбардировщике 3М, большой объём испытаний по отработке системы дозаправки в полёте на реактивных бомбардировщиках М-4 и 3М.
За мужество и героизм, проявленные при испытании новой авиационной техники, подполковнику Антонову Семёну Михеевичу 9 сентября 1957 года присвоено звание Героя Советского Союза с вручением ордена Ленина и медали «Золотая Звезда» (№ 11097).
С июля 1965 — в запасе. Жил на станции Чкаловская (в черте города Щёлково) Московской области. Умер 23 июля 1993 года. Похоронен на кладбище села Леониха Щёлковского района Московской области.

## Награды и звания
- Медаль «Золотая Звезда» Героя Советского Союза (№ 11097)
- Орден Ленина (1957)
- Два ордена Красного Знамени (1943, 1955)
- Орден Отечественной войны I степени (1985)
- Два ордена Красной Звезды (1954, 1955)
- Медали, в том числе:
  - Медаль «За победу над Германией в Великой Отечественной войне 1941—1945 гг.»
  - Юбилейная медаль «Двадцать лет Победы в Великой Отечественной войне 1941—1945 гг.»
  - Юбилейная медаль «Тридцать лет Победы в Великой Отечественной войне 1941—1945 гг.»
  - Юбилейная медаль «Сорок лет Победы в Великой Отечественной войне 1941—1945 гг.»
- Заслуженный лётчик-испытатель СССР

## Память
- Похоронен в селе Леониха Щёлковского района Московской области.
- В посёлке Чкаловский, на доме, в котором жил Герой, установлена мемориальная доска.
- Его имя носит школа в п. Сатинка, Тамбовская обл.